# Doppio delitto (film 1988)
Doppio delitto è un film del 1988 diretto da Skip Schoolnik.